# 비드고슈치

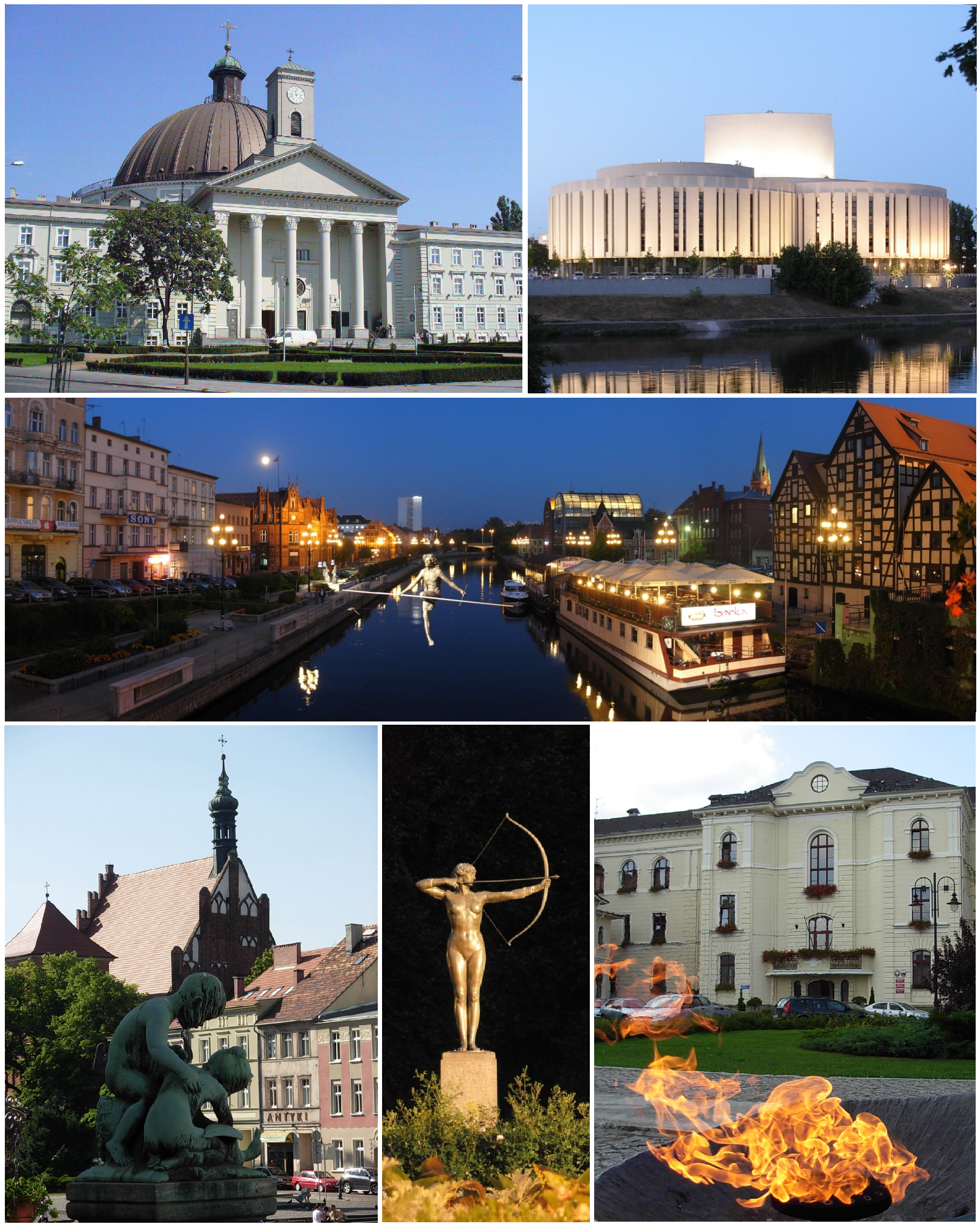
비드고슈치

비드고슈치(폴란드어: Bydgoszcz, 독일어: Bromberg 브롬베르크[*], 라틴어: Bydgostia)는 폴란드의 도시로 쿠야비포모제주의 주도이다. 인구는 36만8천명이다.

## 지리 및 산업
비스와강의 지류인 브르다 강에 접한 도시이다. 그리고 비드고슈치 운하의 최동단에 위치해 있어서 내륙 도시이지만 수상 운송의 중심지이다. 기계 공업도 발달해 있고 비드고슈치에서 가까운 도시는 북쪽으로 150km지점의 그단스크, 남서쪽으로 100km지점에 위치한 포즈난, 동쪽으로 40km지점에 위치한 토룬 등이 있다.

## 역사
1238년, 사료상으로 가장 번화한 거리에 대한 기록이 비드고슈치에 대한 최초의 기록이었다. 1346년 피아스트 왕조의 카지미에시 3세 덕분에 이 도시의 특권이 인정되었다. 14세기 말에 성립한 야기엘론 왕조의 지배하에서 폴란드는 발트해로 진출했다. 그 결과로, 발트 해의 국가들과의 교류가 확대되었고 상업도 엄청나게 발전했다.
1772년, 제1차 폴란드 분할로 프로이센령으로 변했다. 이윽고 비드고슈치 운하가 개통되어 서부와는 수상 운송으로 연결되었다. 19세기 초, 나폴레옹이 프로이센와의 전투인 예나아우어슈테트 전투에서 승리해서 틸지트 조약이 체결되었다. 이 조약으로 바르샤바 대공국이 세워지면서 비드고슈치도 이 공국의 영토가 되었다. 제1차 세계 대전에서 독일이 패배하자 비드고슈치는 폴란드의 영토가 되었다. 1975년부터 1998년까지는 비드고슈치주의 주도였다.

## 인구
| 연도   | 인구    | ±%     |
| ------ | ------- | ------ |
| 1950   | 162,524 | —      |
| 1960   | 232,007 | +42.8% |
| 1970   | 282,200 | +21.6% |
| 1980   | 348,631 | +23.5% |
| 1990   | 381,534 | +9.4%  |
| 2000   | 375,676 | −1.5%  |
| 2010   | 356,177 | −5.2%  |
| 2020   | 344,091 | −3.4%  |
| source |         |        |

## 기후
| 비드고슈치의 기후                                                                | 비드고슈치의 기후 | 비드고슈치의 기후 | 비드고슈치의 기후 | 비드고슈치의 기후 | 비드고슈치의 기후 | 비드고슈치의 기후 | 비드고슈치의 기후 | 비드고슈치의 기후 | 비드고슈치의 기후 | 비드고슈치의 기후 | 비드고슈치의 기후 | 비드고슈치의 기후 | 비드고슈치의 기후 |
| 월                                                                               | 1월               | 2월               | 3월               | 4월               | 5월               | 6월               | 7월               | 8월               | 9월               | 10월              | 11월              | 12월              | 연간              |
| -------------------------------------------------------------------------------- | ----------------- | ----------------- | ----------------- | ----------------- | ----------------- | ----------------- | ----------------- | ----------------- | ----------------- | ----------------- | ----------------- | ----------------- | ----------------- |
| 역대 최고 기온 °C (°F)                                                           | 13.0 (55.4)       | 14.1 (57.4)       | 22.8 (73.0)       | 30.7 (87.3)       | 31.9 (89.4)       | 35.5 (95.9)       | 38.3 (100.9)      | 37.0 (98.6)       | 33.4 (92.1)       | 28.2 (82.8)       | 19.5 (67.1)       | 15.9 (60.6)       | 38.3 (100.9)      |
| 일평균 최고 기온 °C (°F)                                                         | 1.1 (34.0)        | 2.7 (36.9)        | 6.9 (44.4)        | 14.1 (57.4)       | 19.4 (66.9)       | 22.1 (71.8)       | 24.6 (76.3)       | 23.9 (75.0)       | 18.6 (65.5)       | 12.7 (54.9)       | 6.2 (43.2)        | 2.0 (35.6)        | 12.9 (55.2)       |
| 일일 평균 기온 °C (°F)                                                           | −1.5 (29.3)       | −0.4 (31.3)       | 2.5 (36.5)        | 8.5 (47.3)        | 13.7 (56.7)       | 16.7 (62.1)       | 19.1 (66.4)       | 18.2 (64.8)       | 13.3 (55.9)       | 8.2 (46.8)        | 3.5 (38.3)        | −0.3 (31.5)       | 8.5 (47.2)        |
| 일평균 최저 기온 °C (°F)                                                         | −3.7 (25.3)       | −3.0 (26.6)       | −0.8 (30.6)       | 3.5 (38.3)        | 8.1 (46.6)        | 11.2 (52.2)       | 13.7 (56.7)       | 13.1 (55.6)       | 9.3 (48.7)        | 5.1 (41.2)        | 1.3 (34.3)        | −2.4 (27.7)       | 4.6 (40.3)        |
| 역대 최저 기온 °C (°F)                                                           | −29.9 (−21.8)     | −26.6 (−15.9)     | −25.4 (−13.7)     | −8.5 (16.7)       | −5.1 (22.8)       | −1.8 (28.8)       | 2.5 (36.5)        | 1.9 (35.4)        | −4.0 (24.8)       | −8.3 (17.1)       | −19.6 (−3.3)      | −24.2 (−11.6)     | −29.9 (−21.8)     |
| 평균 강수량 mm (인치)                                                            | 34.3 (1.35)       | 26.3 (1.04)       | 36.4 (1.43)       | 28.2 (1.11)       | 52.8 (2.08)       | 56.7 (2.23)       | 83.4 (3.28)       | 55.6 (2.19)       | 48.0 (1.89)       | 40.1 (1.58)       | 33.6 (1.32)       | 36.9 (1.45)       | 532.3 (20.95)     |
| 평균 강수일수 (≥ 0.1 mm)                                                         | 16.0              | 13.4              | 12.9              | 10.5              | 12.4              | 12.4              | 14.2              | 12.0              | 10.9              | 12.7              | 13.7              | 16.9              | 158.4             |
| 평균 상대 습도 (%)                                                               | 86.8              | 86.6              | 81.4              | 71.5              | 69.7              | 71.1              | 73.6              | 75.4              | 81.7              | 86.3              | 90.5              | 89.3              | 80.3              |
| 출처: Meteomodel.pl (평년값: 1991년~2020년, 극값: 1951년~1982년 / 1992년~2015년) |                   |                   |                   |                   |                   |                   |                   |                   |                   |                   |                   |                   |                   |

## 자매 도시
- 영국 스완지
- 이탈리아 레조넬에밀리아 (1962년 4월 12일)
- 세르비아 크라구예바츠 (1971년 7월 23일)
- 독일 만하임 (1991년 11월 26일)
- 미국 하트퍼드 (1996년 9월 30일)
- 카자흐스탄 파블로다르 (1997년 4월 10일)
- 영국 퍼스 (1998년 5월 9일)
- 우크라이나 체르카시 (2000년 9월 13일)
- 우크라이나 크레멘추크 (2004년 6월 30일)
- 그리스 파트라 (2004년 10월 8일)
- 중국 닝보시 (2005년 12월 28일)
- 독일 빌헬름스하펜 (2006년 4월 19일)
- 루마니아 피테슈티 (2007년 6월 22일)